# Discografie van Henkie T
Hieronder volgt de discografie van de Nederlandse rapper Henkie T, met name zijn albums en zijn nummers met een notering in een hitlijst. Zie hier voor de discografie van Henkie T als onderdeel van SBMG.

## Albums
| Album     | Verschijnen       | Label         | Hitlijsten | Hitlijsten | Hitlijsten | Hitlijsten | Opmerkingen |
| Album     | Verschijnen       | Label         | BE (VL)    | BE (VL)    | NL         | NL         | Opmerkingen |
| Album     | Verschijnen       | Label         | Piek       | Weken      | Piek       | Weken      | Opmerkingen |
| --------- | ----------------- | ------------- | ---------- | ---------- | ---------- | ---------- | ----------- |
| Visionair | 27 september 2019 | Quatro Vision | 76         | 9          | 4          | 52         | Studioalbum |
| Netwerk   | 21 augustus 2020  | Quatro Vision | 21         | 7          | 1 (1 wk)   | 15         | Studioalbum |
| Starlife  | 17 maart 2023     | Quatro Vision | 84         | 1          | 8          | 4          | Studioalbum |

## Nummers met notering(en) in een hitlijst
| Lied                                                                        | Verschijnen       | Album                                    | Hitlijsten | Hitlijsten | Hitlijsten  | Hitlijsten  | Hitlijsten   | Hitlijsten   | Opmerkingen                |
| Lied                                                                        | Verschijnen       | Album                                    | BE (VL)    | BE (VL)    | NL (Top 40) | NL (Top 40) | NL (Top 100) | NL (Top 100) | Opmerkingen                |
| Lied                                                                        | Verschijnen       | Album                                    | Piek       | Weken      | Piek        | Weken       | Piek         | Weken        | Opmerkingen                |
| --------------------------------------------------------------------------- | ----------------- | ---------------------------------------- | ---------- | ---------- | ----------- | ----------- | ------------ | ------------ | -------------------------- |
| That's my boy (met Broederliefde)                                           | 29 april 2016     | Hard work pays off 2 (van Broederliefde) | —          | —          | —           | —           | 58           | 6            |                            |
| On my way (met Latifah en Navi)                                             | 8 september 2017  | On my way (van Latifah)                  | —          | —          | —           | —           | 56           | 9            |                            |
| Quatro Baby (met MocroManiac en Latifah)                                    | 16 augustus 2018  | Maniac (van MocroManiac)                 | —          | —          | —           | —           | 54           | 1            |                            |
| 4 donnies                                                                   | 12 oktober 2018   | Visionair                                | —          | —          | —           | —           | 58           | 2            | Goud in Nederland          |
| Jealous op me life (met KM)                                                 | 28 december 2018  | —                                        | —          | —          | —           | —           | 49           | 2            |                            |
| F.A.C.T.S. (met Jacin Trill)                                                | 11 januari 2019   | —                                        | tip        | —          | —           | —           | 35           | 2            |                            |
| Hans betaalt de schade (met Delivio Reavon, La$$a, Mr. Ontspannen en Chivv) | 22 februari 2019  | —                                        | —          | —          | —           | —           | 68           | 8            |                            |
| Yusu                                                                        | 8 maart 2019      | Visionair                                | —          | —          | —           | —           | 61           | 1            |                            |
| Love is fake (met Lijpe)                                                    | 12 april 2019     | Visionair                                | —          | —          | —           | —           | 42           | 2            |                            |
| Ballin' (met Equalz en Dopebwoy)                                            | 26 april 2019     | Jongens uit de havenstad (van Equalz)    | —          | —          | —           | —           | 48           | 4            |                            |
| DomDoen (met Jonna Fraser)                                                  | 28 juni 2019      | Visionair                                | tip26      | —          | tip5        | —           | 5            | 56           | Dubbelplatina in Nederland |
| Snelle jongen dunne jasje (met JoeyAK)                                      | 1 augustus 2019   | Visionair                                | tip        | —          | tip3        | —           | 9            | 14           | Platina in Nederland       |
| Pina/Some more                                                              | 25 september 2019 | Visionair                                | —          | —          | —           | —           | 18           | 5            | Goud in Nederland          |
| Niet meer (met Elliven en Syllisjk)                                         | 27 september 2019 | Visionair                                | —          | —          | —           | —           | 41           | 4            |                            |
| Fuik (met Dopebwoy)                                                         | 27 september 2019 | Visionair                                | —          | —          | —           | —           | 59           | 2            |                            |
| Libie                                                                       | 27 september 2019 | Visionair                                | —          | —          | —           | —           | 74           | 1            |                            |
| Dior money (met Jonna Fraser en Frenna)                                     | 18 oktober 2019   | Calma (van Jonna Fraser)                 | tip        | —          | tip15       | —           | 9            | 7            | Goud in Nederland          |
| Buzzdown (met Jacin Trill)                                                  | 7 februari 2020   | —                                        | —          | —          | —           | —           | 84           | 1            |                            |
| Humble (met Sevn Alias)                                                     | 13 maart 2020     | Netwerk                                  | —          | —          | —           | —           | 81           | 1            |                            |
| Niet lief (met Qlas & Blacka)                                               | 16 april 2020     | Netwerk                                  | —          | —          | —           | —           | 56           | 8            |                            |
| Get it all (met Bryan Mg en Boef)                                           | 19 juni 2020      | —                                        | tip        | —          | —           | —           | 14           | 5            | Goud in Nederland          |
| Paper zien (remix) (met Yssi SB, D-Double, Jack, Sevn Alias en Josylvio)    | 25 juni 2020      | Nooit gedacht (van Yssi SB)              | tip19      | —          | tip3        | —           | 5            | 30           |                            |
| Dom Pérignon (met Qlas & Blacka, Murda en Jonna Fraser)                     | 17 juli 2020      | Jongetjes uit Zuid (van Qlas & Blacka)   | —          | —          | tip3        | —           | 13           | 15           | Goud in Nederland          |
| Shawty is a freak (met Bryan Mg, Yssi SB en Frnkie)                         | 24 juli 2020      | Netwerk                                  | —          | —          | tip8        | —           | 23           | 9            | Goud in Nederland          |
| Roadrunner (met Lijpe)                                                      | 21 augustus 2020  | Netwerk                                  | —          | —          | —           | —           | 28           | 3            |                            |
| Profiteren (met Kevin)                                                      | 21 augustus 2020  | Netwerk                                  | —          | —          | —           | —           | 38           | 1            |                            |
| Monsieur (met 3robi)                                                        | 21 augustus 2020  | Netwerk                                  | —          | —          | —           | —           | 58           | 1            |                            |
| Spiritual (met $hirak, Boef en ADF Samski)                                  | 11 september 2020 | Talou (van $hirak)                       | tip        | —          | —           | —           | 21           | 7            | Goud in Nederland          |
| Zoveel tegenslagen (met JoeyAK)                                             | 28 maart 2021     | Bodemboy (van JoeyAK)                    | —          | —          | —           | —           | 88           | 1            |                            |
| Levelen up (met Fatah, Lijpe en KA)                                         | 16 juli 2021      | —                                        | —          | —          | tip11       | —           | 11           | 4            |                            |
| Montana (met SRNO, 3robi en Bryan Mg)                                       | 10 september 2021 | Flex mood (van SRNO en 3robi)            | —          | —          | —           | —           | 50           | 3            |                            |
| Ik heb je (met Idaly en Yssi SB)                                            | 1 oktober 2021    | Betty (van Idaly)                        | —          | —          | —           | —           | 38           | 4            | Goud in Nederland          |
| Alsjeblieft (met Josylvio en Cho)                                           | 15 oktober 2021   | Vallen en opstaan (van Josylvio)         | —          | —          | tip14       | —           | 16           | 7            | Goud in Nederland          |
| Ff lekker zo (met La$$a)                                                    | 5 november 2021   | —                                        | —          | —          | —           | —           | 62           | 2            |                            |
| Havana (met Avedon en Yssi SB)                                              | 7 januari 2022    | —                                        | —          | —          | —           | —           | 94           | 1            |                            |
| Ghetto baby (met JoeyAK)                                                    | 18 februari 2022  | —                                        | —          | —          | —           | —           | 57           | 1            |                            |
| Miss u (met D-Double en Yssi SB)                                            | 21 juli 2022      | Capo di tutti (van D-Double)             | —          | —          | —           | —           | 69           | 1            |                            |
| Monogram (met Yssi SB, Elliven en Seek)                                     | 4 november 2022   | —                                        | —          | —          | —           | —           | 80           | 1            |                            |
| Ik weet niet (met Lijpe)                                                    | 2 december 2022   | Lijpe                                    | —          | —          | tip7        | —           | 21           | 3            |                            |
| Loro piana (met Glades en Josylvio)                                         | 3 februari 2023   | —                                        | —          | —          | —           | —           | 43           | 4            |                            |
| Heavy (met Lijpe)                                                           | 17 februari 2023  | —                                        | —          | —          | —           | —           | 42           | 1            |                            |
| Snelle leven (met KA)                                                       | 17 maart 2023     | Starlife                                 | —          | —          | —           | —           | 46           | 1            |                            |
| Tanger (met Ashafar en Lijpe)                                               | 28 december 2023  | —                                        | —          | —          | tip18       | —           | 62           | 1            |                            |
| Mafioso (met Hakmadafack en Eves Laurent)                                   | 5 juli 2024       | —                                        | —          | —          | —           | —           | tip17        | —            |                            |